# A137 (route russe)

La route fédérale A137 (russe : Автодорога A137) auparavant dénommée route régionale 86K-6 (russe : Автодорога 86K-6)  est une route régionale en république de Carélie en Russie.

## Parcours
La route A137 quitte la routeR21 à Kochkoma, traverse Tiksha et Ledmozero et se termine à la frontière entre la Finlande et la Russie de Vartius.
Elle a une longueur de 343 kilomètres.